# Echeveria chihuahuaensis
Echeveria chihuahuaensis är en fetbladsväxtart som beskrevs av V. Poelln.. Echeveria chihuahuaensis ingår i släktet Echeveria och familjen fetbladsväxter. Inga underarter finns listade i Catalogue of Life.